# Igor Kralevski
Igor Kralevski (Skoplje, 13. studenog 1978.), je bivši makedonski nogometaš. Igrao je na poziciji braniča.
U Hajduk je Kralevski stigao pred sam kraj ljetnog prijelaznog roka 2005. godine. Stigao je kao pojačanje i brzo se nametnuo kao prvotimac. U ljeto te godine odigrao je i par minuta za makedonsku reprezentaciju, debitiravši 4. lipnja protiv Armenije. Prvi dio sezone 2005./06. igrao je solidno, pa se do zimskog prijelaznog roka pojavilo zanimanje nekih inozemnih klubova poput njemačkog Bochuma i moskovskog Torpeda. Ipak, ostao je u Splitu. Uslijedile su neke slabije igre koje su kulminirale crvenim kartonom protiv Rijeke na Poljudu, kada je Hajduk bez jednog igrača doživio potop od 0:4. Za Makedonca je od tada krenulo na gore, što je kulminiralo kada ga je novi trener Zoran Vulić odlučio prekrižiti u svojim vizijama momčadi za novu sezonu.
Kralevski je ostao u Hajduku još cijelu jesen, a onda na zimu pronašao par klubova s istoka koji su mu bili spremni ponuditi ugovor. Nakon probe, potpisao je ugovor za rusku Luč-Energiju, gdje je proveo dvije i pol sezone, nakon čega se 2009. vratio u domovinu, u FK Makedoniju iz skopskog naselja Gjorče Petrov.
Statistika u Hajduku
| Natjecanje        | Nastupi | Zgoditci |
| ----------------- | ------- | -------- |
| Prvenstvo         | 13      | 0        |
| Kup               | 1       | 0        |
| Superkup          | 0       | 0        |
| Međunarodne       | 0       | 0        |
| Splitski podsavez | 0       | 0        |
| Ukupno            | 14      | 0        |
| Prijateljske      | 5       | 2        |
| Sveukupno         | 19      | 2        |

## Vanjske poveznice
- Profil na Transfermarktu
- Profil na Soccerwayu